# Вьель-Лурон
Вьель-Луро́н (фр. Vielle-Louron, окс. Vièla) — коммуна во Франции, находится в регионе Юг — Пиренеи. Департамент — Верхние Пиренеи. Входит в состав кантона Бордер-Лурон. Округ коммуны — Баньер-де-Бигор.
Код INSEE коммуны — 65466.

## География
Коммуна расположена приблизительно в 690 км к югу от Парижа, в 125 км юго-западнее Тулузы, в 55 км к юго-востоку от Тарба.
На западе коммуны протекает река Нест-дю-Лурон. Около половины территории коммуны занимают леса.

## Климат
Климат умеренно-океанический с солнечной тёплой погодой и обильными осадками на протяжении практически всего года.

## Население
Население коммуны на 2010 год составляло 80 человек.
| 1962 | 1968 | 1975 | 1982 | 1990 | 1999 | 2010 |
| ---- | ---- | ---- | ---- | ---- | ---- | ---- |
| 61   | 55   | 47   | 47   | 40   | 51   | 80   |

## Администрация
| Период | Период | Фамилия       | Партия | Примечания |
| ------ | ------ | ------------- | ------ | ---------- |
| 2001   | 2020   | Виктор Каскар |        |            |

## Экономика
В 2010 году среди 50 человек трудоспособного возраста (15-64 лет) 42 были экономически активными, 8 — неактивными (показатель активности — 84,0 %, в 1999 году было 84,8 %). Из 42 активных жителей работали 41 человек (18 мужчин и 23 женщины), безработной была 1 женщина. Среди 8 неактивных 0 человек были учениками или студентами, 7 — пенсионерами, 1 был неактивным по другим причинам.

## Достопримечательности
- Церковь Св. Меркуриала[фр.] (XIII век). Исторический памятник с 1979 года[4]
- Монолитный крест из белого мрамора на кладбищенской стене (1565 год). Исторический памятник с 1955 года[5]

## Фотогалерея

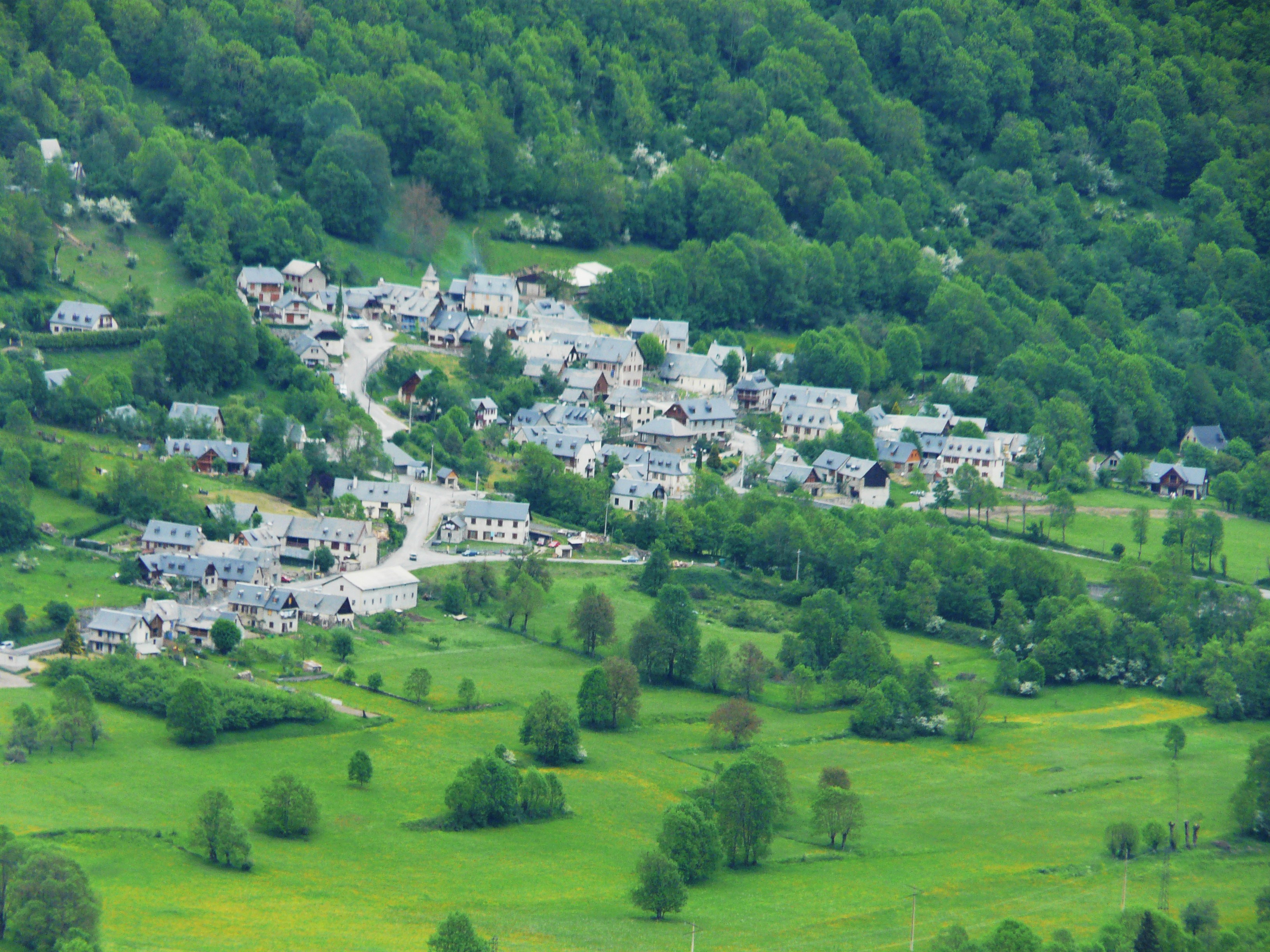
Вьель-Лурон
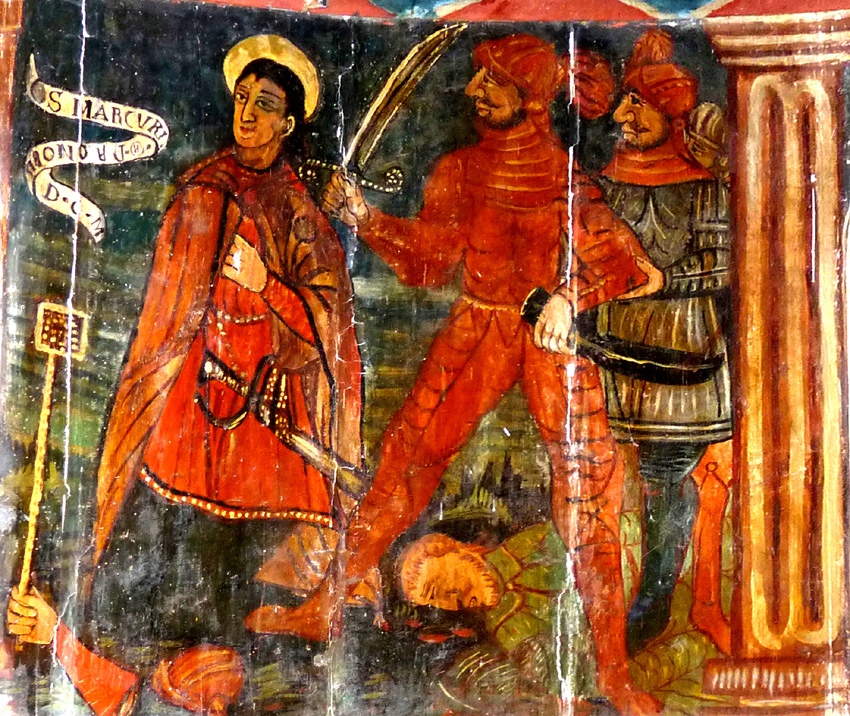
Изображение казни Св. Меркуриала в местной церкви
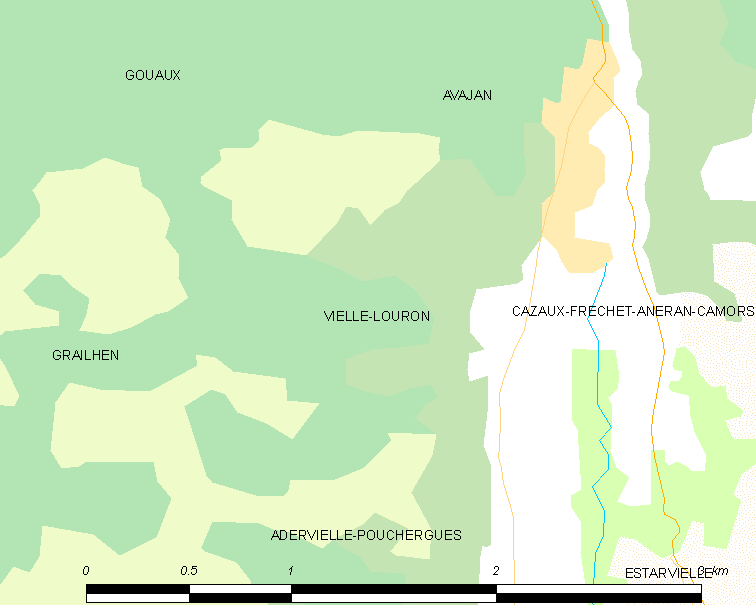
Карта коммуны